# Château de Fère-en-Tardenois
Le Château de Fère-en-Tardenois er et slot og en borgruin i Fère-en-Tardenois i det franske departement Aisne i Picardiet:
Borgen Château de Fère blev bygget fra 1206 til 1260 af Robert de Dreux, barnbarn af Ludvig 6. af Frankrig (Ludvig den tykke). Fra 1528 til 1560 lod Anne de Montmorency udføre vigtige ændringer. Den er kendetegnet ved sin renæssancebro over den i dag tørlagte voldgrav og minder meget om Chateau de Chenonceaus. Broen fra midten af 1500-tallet var tidligere i to etager: den nederste var passagen, mens den øverste var en festsal. En stor port flankeret af to tårne fører ind til en uregelmæssig heptagon-formet gårdhave flankeret af syv cirkulære tårne. Borgen blev delvis nedrevet i 1779 og er baggrund for slottet.
Slottet er fra 1600-tallet.
Jagtskovene, som tilhørte slottet, er på cirka 100 hektar, tilhører Fere-en-Tardenois.
Slottet ejes siden 1971 af staten. Den sidste private ejer, Raymond de la Tramerie, ligger begravet ved ruinerne.
I dag er slottet hotel og konferencecenter.